# Jasmineira caudata
Jasmineira caudata är en ringmaskart som beskrevs av Langerhans 1880. Enligt Catalogue of Life ingår Jasmineira caudata i släktet Jasmineira och familjen Sabellidae, men enligt Dyntaxa är tillhörigheten istället släktet Jasmineira och familjen Sabellariidae. Arten är reproducerande i Sverige. Inga underarter finns listade i Catalogue of Life.